# Rembrandt Sutorius
Rembrandt Sutorius (Arnhem, 1981) is een Nederlands econoom en de achtste directeur van dierentuin Natura Artis Magistra.   
Sutorius studeerde Internationale Economie aan de Rijksuniversiteit Groningen. Na periodes bij Gasunie (2005-2006) en NMa (2006-2008) werkte hij van 2008 tot 2017 bij McKinsey & Company. In 2017 volgde Sutorius Haig Balian op als directeur van Artis.  